# Erkners järnvägsstation
Erkners järnvägsstation är en järnvägsstation på järnvägslinjen mellan Berlin och Wrocław och slutstation för S-Bahn linje S3.